# Štip
Štip (en macédonien : Штип, prononcé [ ʃtip] ) est une commune et une ville de l'est de la Macédoine du Nord. La commune comptait 44 866 habitants en 2021 et s'étend sur 583,24 km2. La ville en elle-même comptait alors 42 000 habitants, le reste de la population étant réparti dans les villages alentour.
Štip concentre des fonctions économiques, culturelles et éducatives importantes et c'est le principal centre de production textile du pays. La ville possède aussi la seule université de l'est du pays, l'université Goce-Delčev.

## Géographie

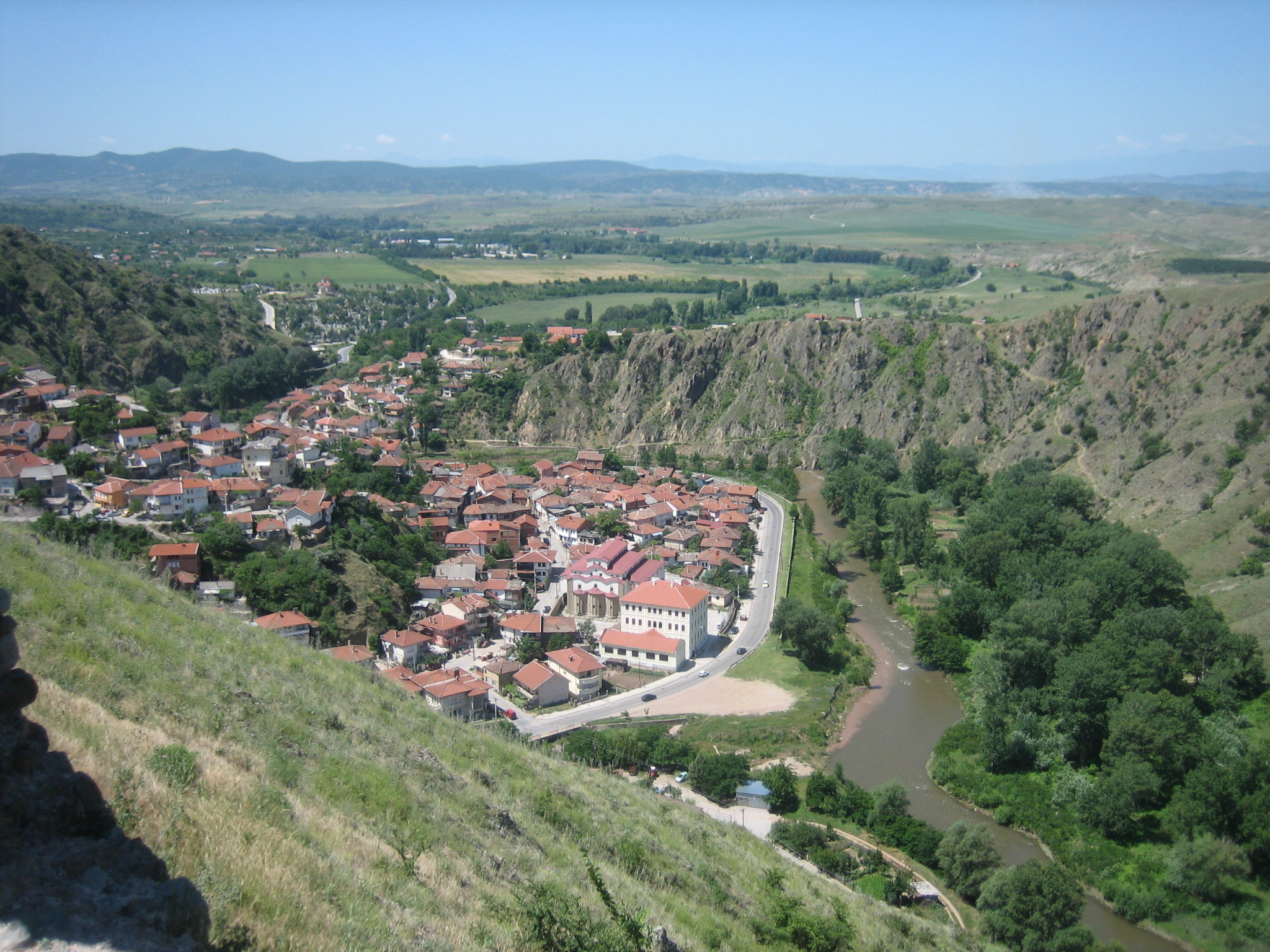
La confluence de la Bregalnica et de l'Otinja à Novo Selo, à la sortie de la ville.

Štip se trouve dans la région montagneuse de la Plačkovica, marquée toutefois par de grandes vallées, comme celles de Lakavica et de l'Ovče Pole. Il y a 1 300 mètres de différence entre le point le plus bas et celui le plus haut de la commune, située à une moyenne de 250 mètres d'altitude. La commune est traversée par deux rivières, la Bregalnica, deuxième cours d'eau du pays, et l'Otinja, petite rivière de 3 kilomètres qui se jette dans la précédente dans le centre-ville.
La région est venteuse, Štip connaît ainsi 270 jours de vent dans l'année, ce qui permet à la commune d'avoir un air de bonne qualité et un potentiel éolien. Le climat est continental-modéré avec des influences méditerranéennes.
Štip se trouve à un carrefour routier qui permet d'accéder à de nombreuses autres villes de l'est de la Macédoine du Nord. En effet, elle se trouve à l'endroit où la route venant de Veles, ville située au centre du pays et sur l'autoroute A1, se divise en deux branches. La première remonte la Bregalnica, se dirige vers le nord-est et dessert Kočani puis Delčevo et Pehčevo, tandis que la seconde part vers le sud-est et la ville de Strumica.
La ville possède aussi une gare sur la ligne de Veles à Kočani.

## Localités de la commune
En plus de la ville de Štip, la commune compte 43 localités :
- Baltaliya
- Brest
- Vrsakovo
- Goratchino
- Dobrochani
- Dolani
- Dragoevo
- Edeklertsi
- Yamoulartsi
- Kalapetrovtsi
- Kochevo
- Krivi Dol
- Lakavitsa
- Leskovitsa
- Lipov Dol
- Lyouboten
- Nikoman
- Novo Selo
- Penouch
- Priperovo
- Potchivalo
- Pouhtché
- Sartchievo
- Seltsé
- Skandaltsi
- Sofilari
- Star Karaorman
- Stepantsi
- Souvo Grlo
- Soudiḱ
- Souchevo
- Tanatartsi
- Testemeltsi
- Topliḱ
- Tri Tchechmi
- Hadji-Redjepli
- Hadji-Seydeli
- Hadji-Hamzali
- Tsrechka
- Tchardakliya
- Tchiflik
- Chachavarliya
- Chopour

## Histoire

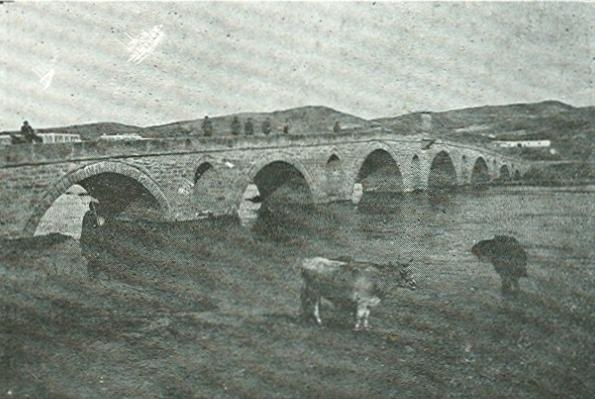
Le pont du Sultan Emir Küçük.

Štip fut fondée durant l'Antiquité et fut mentionnée pour la première fois au IIIe siècle, elle s'appelle alors « Astibo ». Pendant l'Antiquité tardive ainsi que sous la domination byzantine, la ville continue d'exister, probablement sous le nom de « Stipeon », puis ce sont les Slaves, arrivés pendant le VIIe siècle, qui lui donnent son nom actuel.
Astibo n'était pas construite à l'emplacement de la ville actuelle, mais sur la colline d'Isar, qui domine la confluence de la Bregalnica et de l'Otinja. La ville médiévale se trouvait elle aussi sur cette colline et était fortifiée. Des faubourgs s'étendaient aussi autour, particulièrement à l'est. Les Serbes envahissent la région en 1328 et reconstruisent l'enceinte, qui subsiste aujourd'hui dans les ruines de la forteresse d'Isar.
Les Ottomans conquièrent Štip à la fin du XIVe siècle. La forteresse est réservée aux activités militaires et la ville est reconstruite à son emplacement actuel. Štip connait un âge d'or aux XVIe et XVIIe siècles. L'écrivain et voyageur turc Evliya Çelebi y comptabilise 2 240 maisons, deux hammams, une médersa, sept caravansérails, sept tekke et 24 mosquées.
À la fin de la domination turque, en 1912, Štip compte 20 900 habitants, mais  ce chiffre tombe à 11 200 après les Guerres balkaniques, à cause de l'émigration des musulmans.

## Administration
La commune est administrée par un conseil municipal élu au suffrage universel tous les quatre ans. Il adopte les plans d'urbanisme, accorde les permis de construire, planifie le développement économique local, protège l'environnement, prend des initiatives culturelles et supervise l'enseignement primaire. Il compte 23 conseillers municipaux.
Le pouvoir exécutif est détenu par le maire, lui aussi élu au suffrage universel. Depuis 2021, le maire de Štip est Ivan Jordanov, membre de VMRO-DPMNE.

## Économie
L'industrie textile, principale activité de la ville, existe depuis un demi-siècle. Štip vit également du travail du cuir, destiné à l'exportation européenne, et de l'industrie agroalimentaire (production d'huile, de vin, de jus de fruit...) qui profite des nombreuses exploitations agricoles voisines, qui utilisent massivement l'irrigation. Un aéroport de marchandises est en projet, il permettrait d'améliorer les exportations.

## Démographie

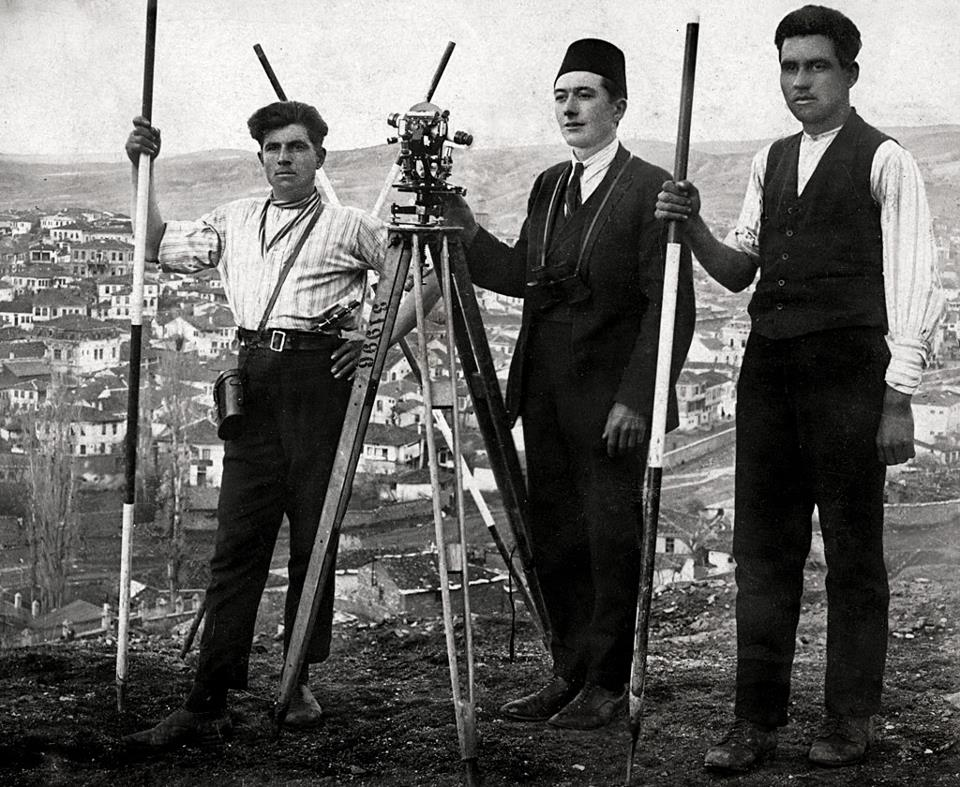
Géodésistes de Štip au début du XXe siècle.

Lors du recensement de 2002, la commune comptait :
- Macédoniens : 41 670 (87,19 %)
- Roms : 2 195 (4,59 %)
- Valaques : 2 074 (4,34 %)
- Turcs : 1 272 (2,66 %)
- Serbes : 297 (0,62 %)
- Albanais : 12 (0,03 %)
- Bosniaques : 11 (0,02 %)
- Autres : 265 (0,55 %)

La ville seule comptait quant à elle :
- Macédoniens : 38 323
- Roms : 2 184
- Valaques : 1 727
- Turcs : 877
- Serbes : 272
- Albanais : 12
- Bosniaques : 11
- Autres : 246

## Culture

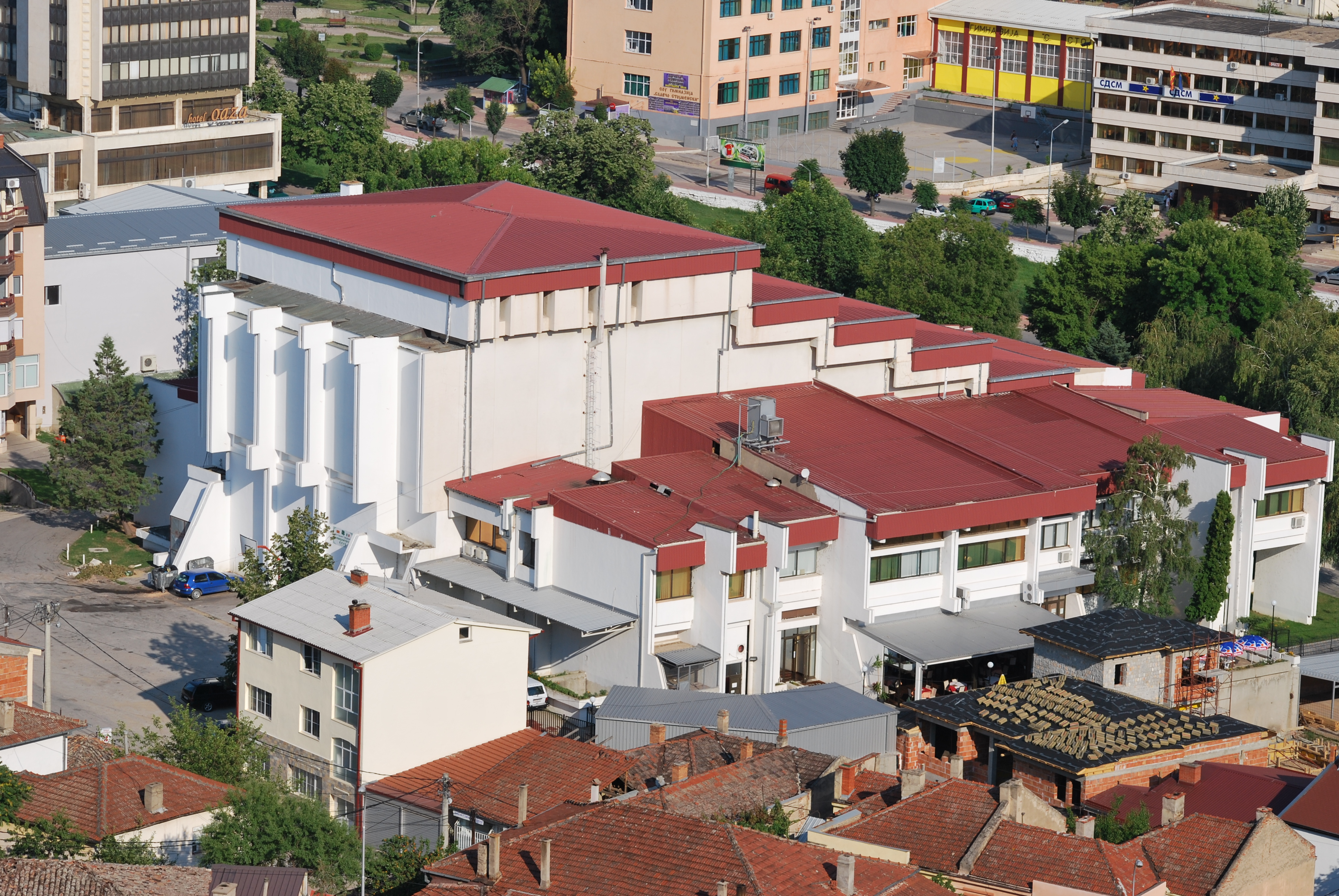
Le centre culturel Aco-Šopov.

La vie culturelle de Štip est animée par le centre culturel Aco-Šopov, qui possède une salle de théâtre, et par la maison des jeunes, qui par exemple organise un festival annuel de jazz. la ville possède aussi une bibliothèque et des archives régionales. La ville accueille tous les ans le plus grand festival de musique actuelle macédonien, le MakFest.
Le musée de Štip, fondé en 1950, participe lui aussi activement à la vie culturelle locale et expose des collections d'archéologie et d'ethnologie. Il gère également une galerie d'art contemporain dans le bezisten, un marché couvert ottoman du XVIe ou XVIIe siècle. Il s'occupe aussi de galeries d'icônes exposées dans deux grandes basiliques du XIXe siècle, typiques du renouveau culturel macédonien. Il s'agit de l'église Saint-Nicolas, dans le centre-ville, et l'église de l'Assomption, située à Novo Selo. Elles sont toutes deux dues à l'architecte Andreja Damjanov.
Novo Selo, village situé à la sortie de Štip, à l'endroit où l'Otinja se jette dans la Bregalnica, est également réputé pour son architecture traditionnelle et conserve encore de nombreuses maisons anciennes. Certaines sont aussi visibles dans le centre de Štip, notamment celle dans laquelle le musée est installé. Le centre-ville contient aussi, en plus du bezisten, quelques monuments caractéristiques des villes ottomanes comme la tour de l'horloge et la mosquée Husameddin Pacha.
Štip possède trois petites églises médiévales typiques de l'école serbo-byzantine, les églises Saint-Jean-Baptiste, de l'Archange-Saint-Michel et du Saint-Esprit. Construite à la même période, la forteresse d'Isar est elle aussi en partie préservée et surplombe la ville du haut de sa colline.
Štip possède deux mémoriaux, l'un dédié aux soldats morts lors de la Seconde Guerre mondiale, l'autre aux Juifs de la ville victimes de la Shoah.

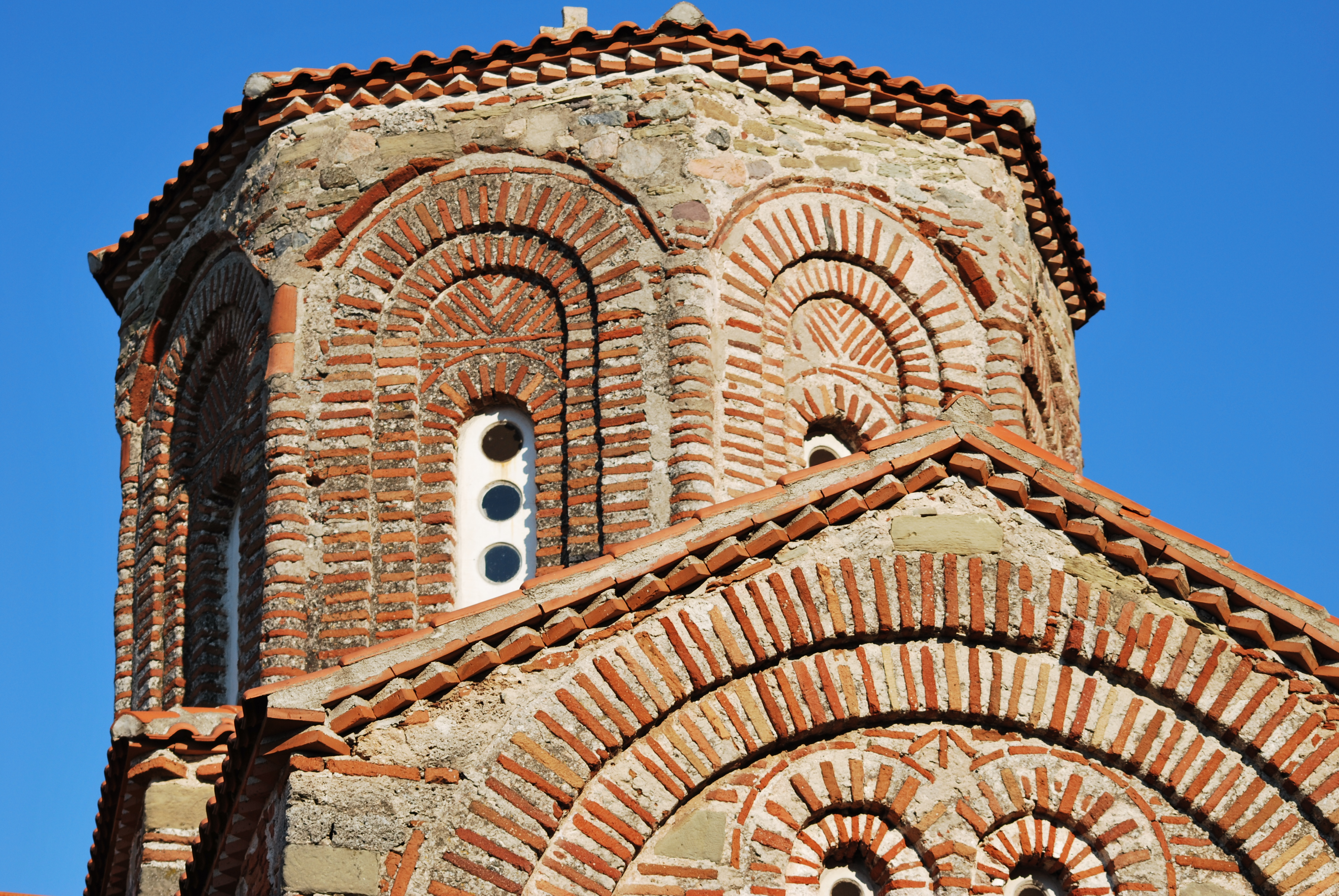
L'église de l'Archange-Saint-Michel, du XIVe siècle.
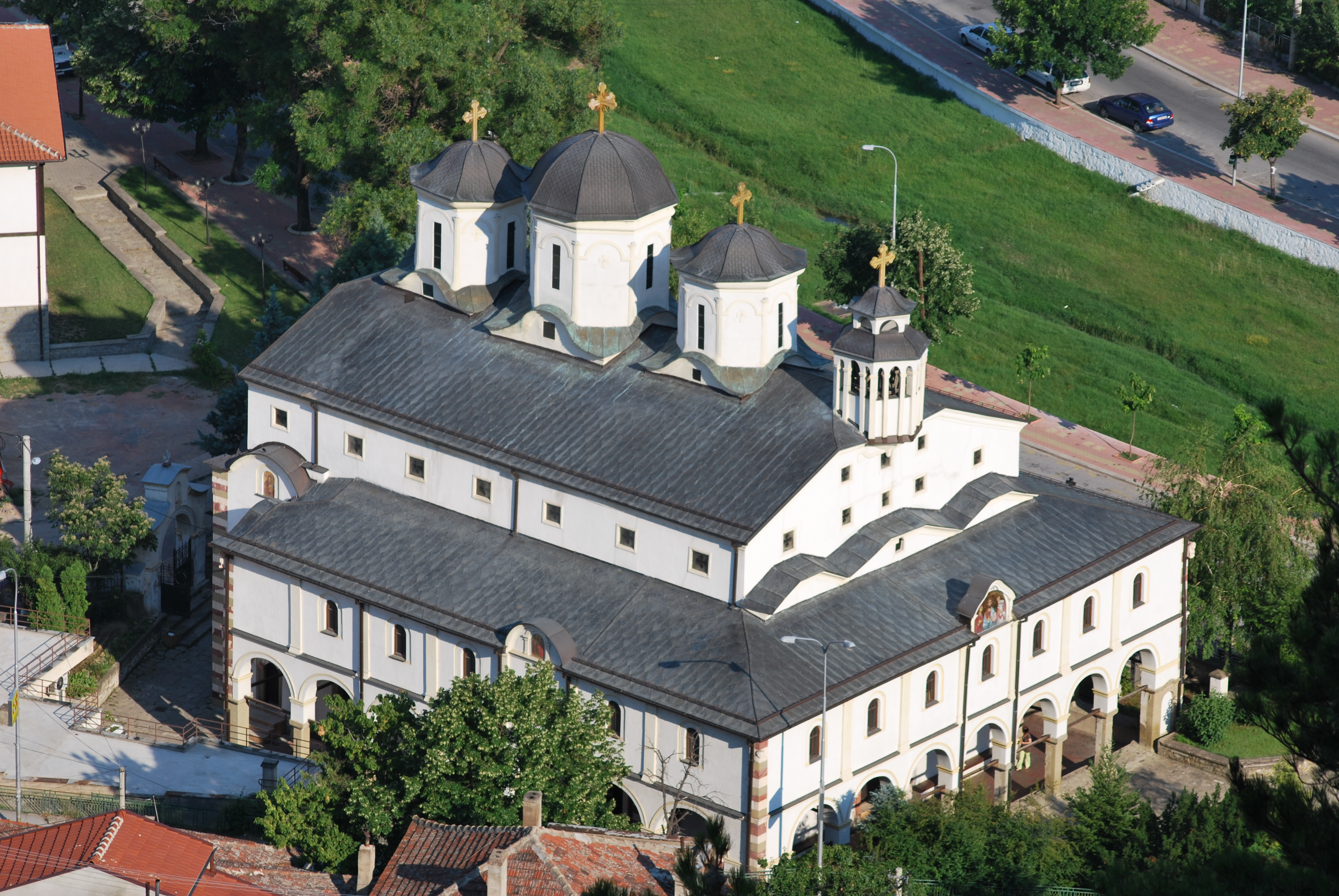
L'église Saint-Nicolas.
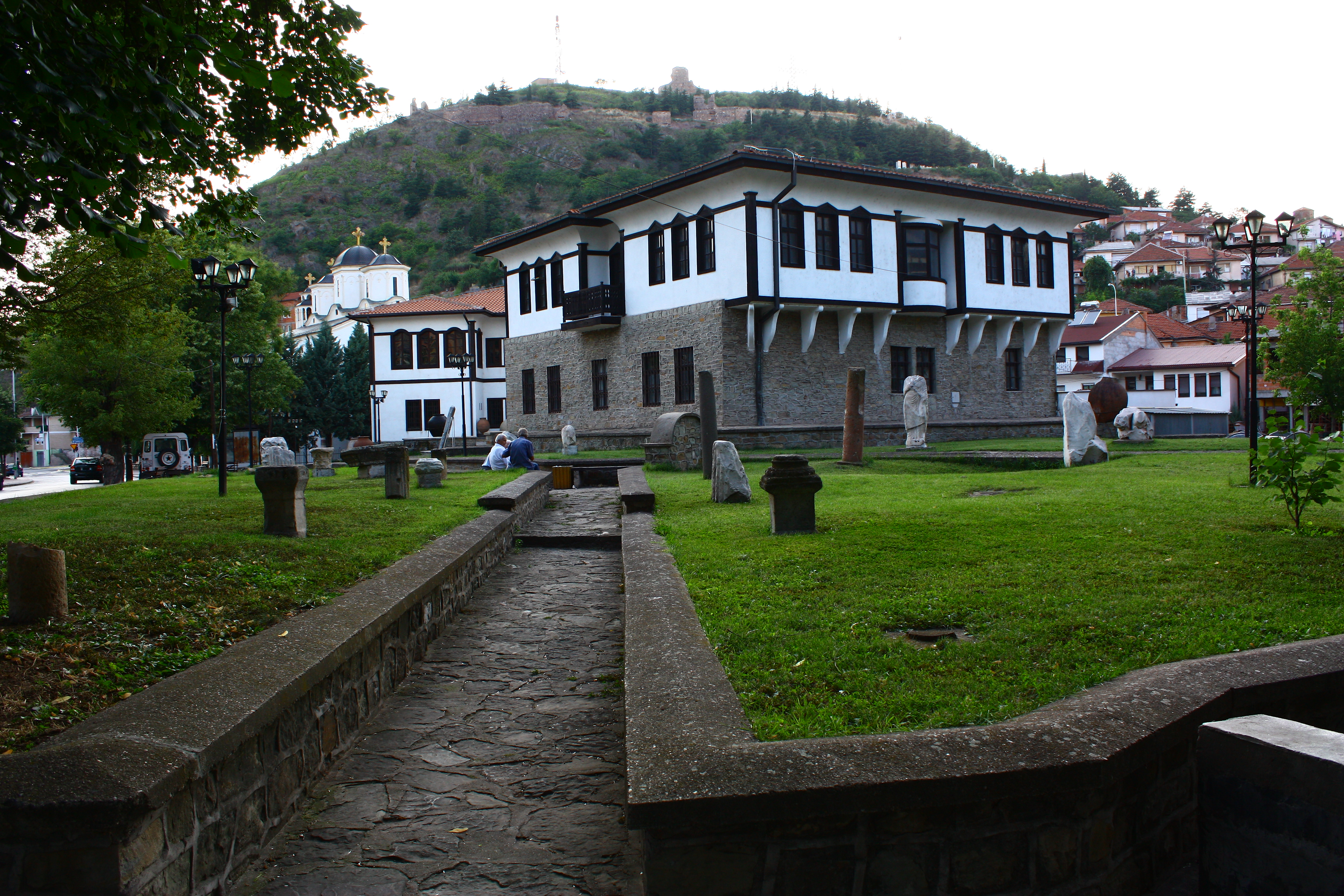
Le musée de Štip.
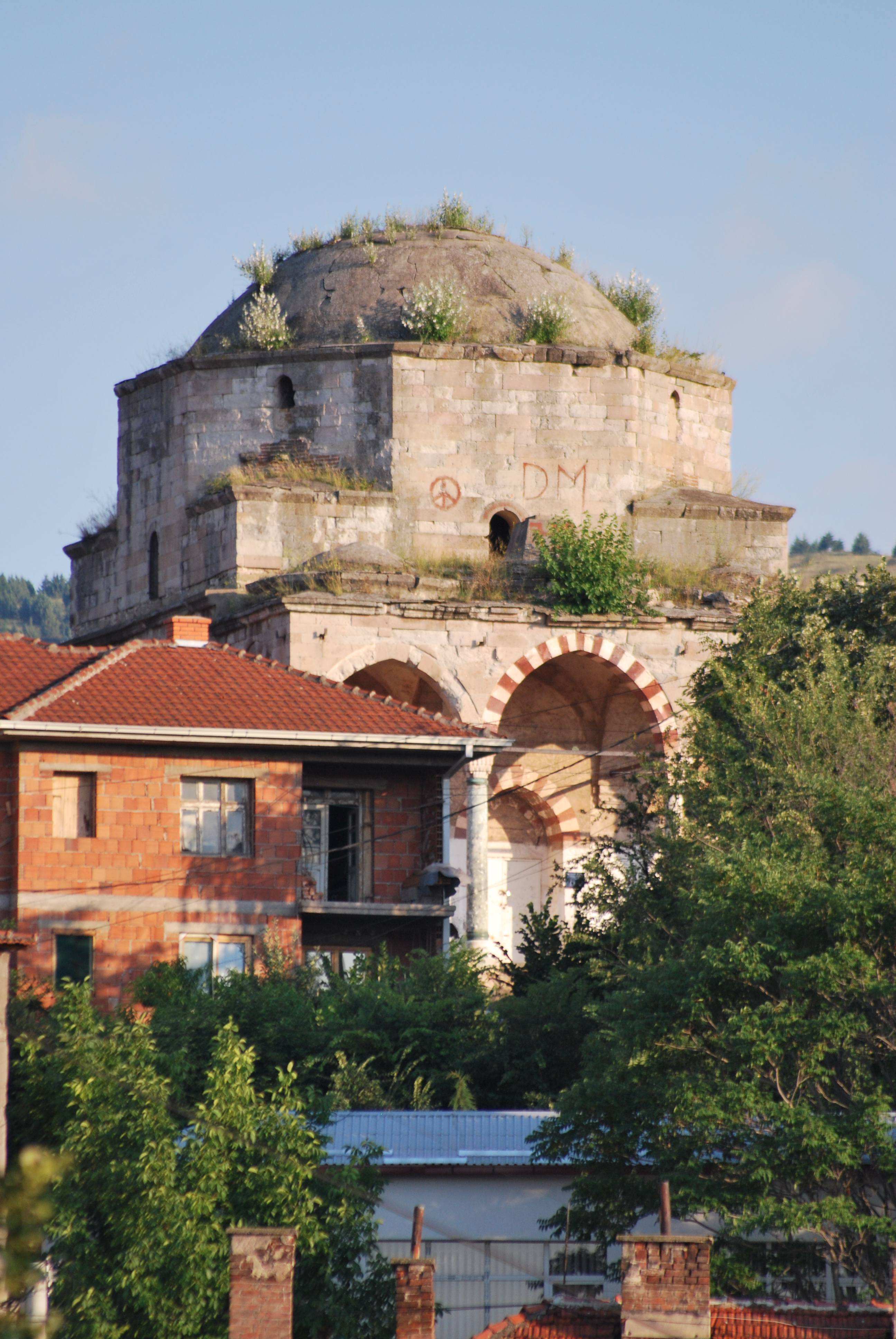
La mosquée Husameddin Pacha.
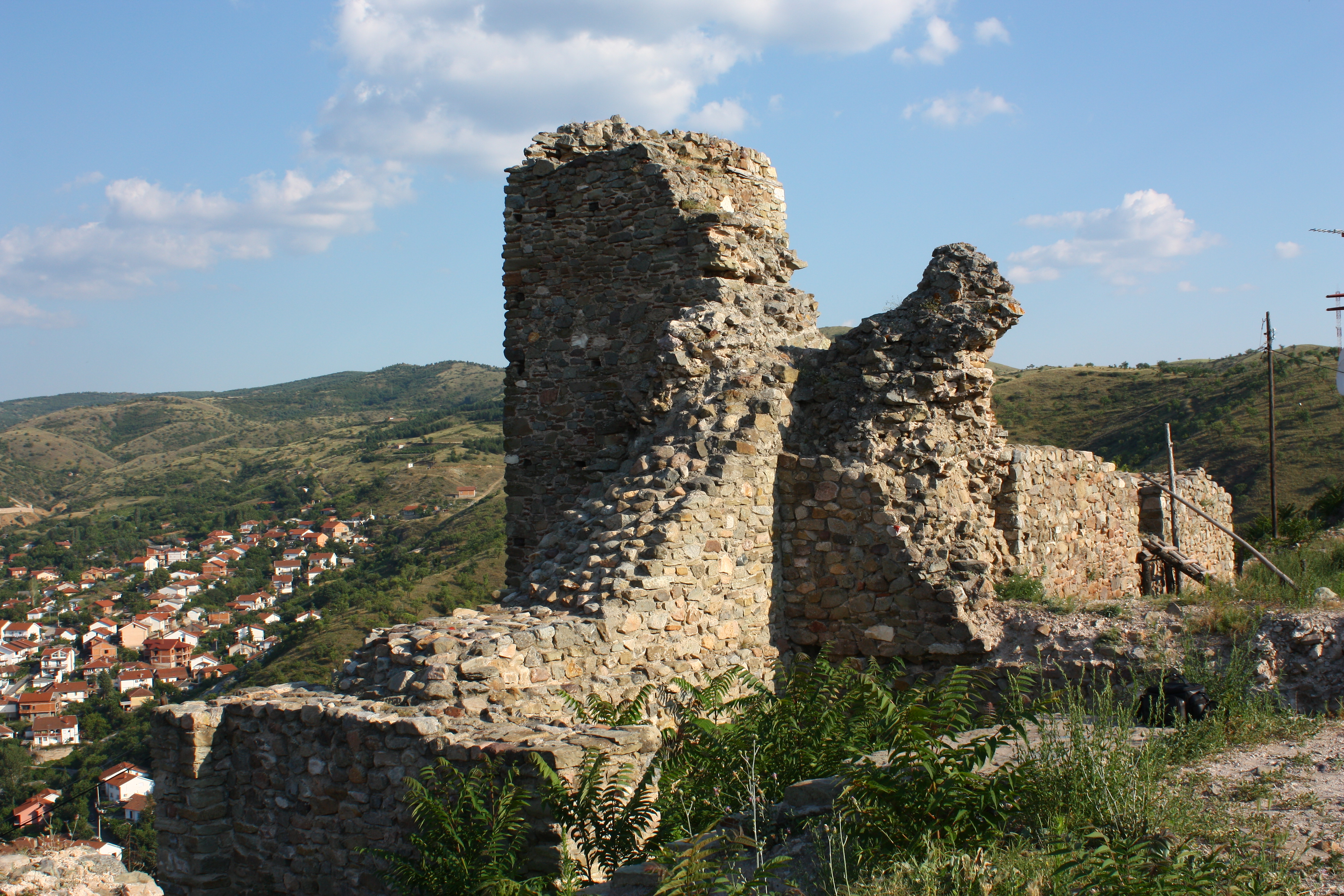
Ruines de la forteresse d'Isar.
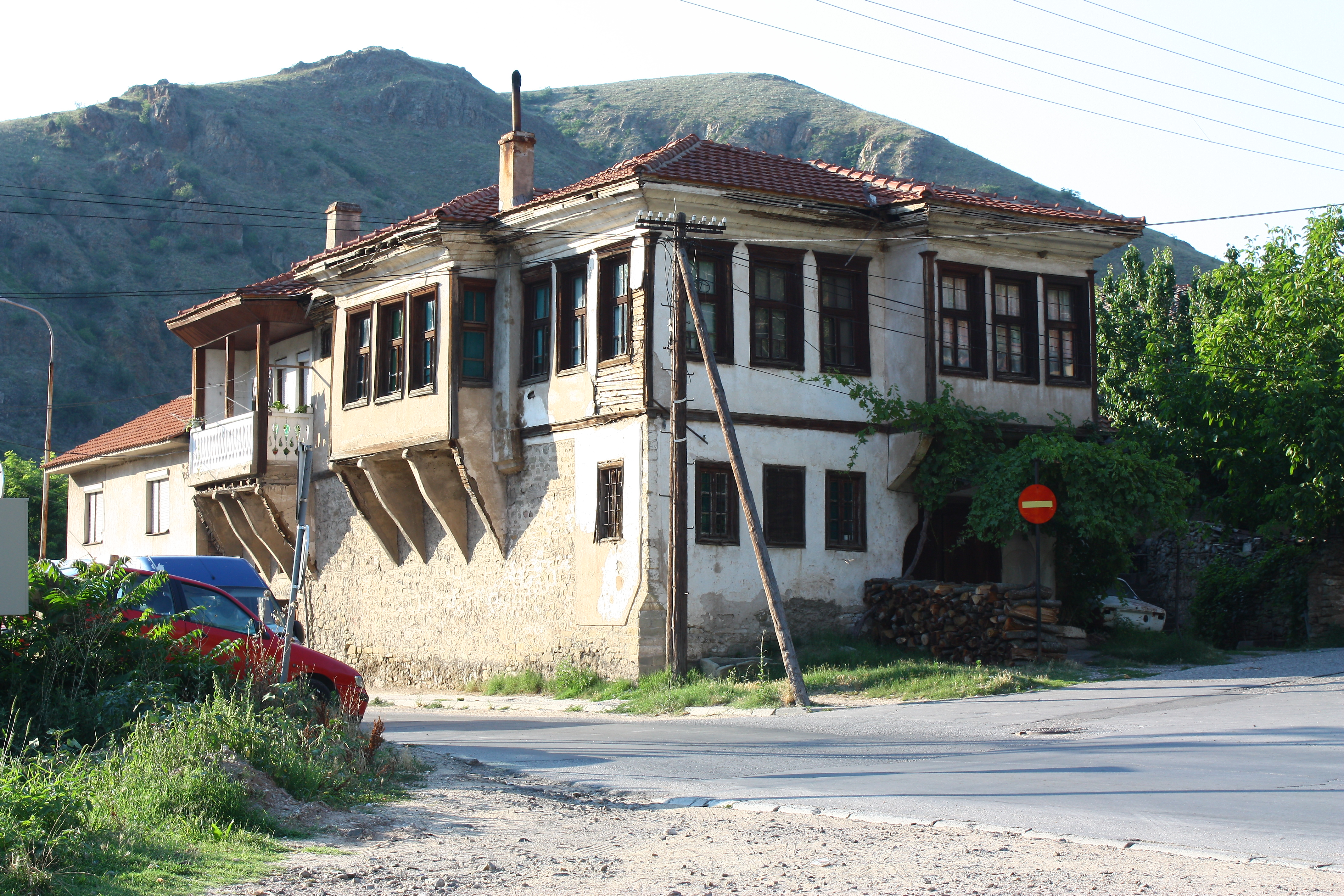
Maison traditionnelle à Novo Selo.

## Personnalités
- Hüdai Ülker, écrivain né à Štip en 1951.